# Luiz Puntel
Luiz Puntel (Guaxupé, 2 de abril de 1949) é um escritor brasileiro conhecido pelos livros que escreveu para a série Vaga-Lume. É formado em Letras, com especialização em francês, e leciona cursos de Comunicação Verbal. Seu livro O Grito do Hip Hop foi indicado ao Prêmio Jabuti de Literatura Juvenil em 2005.

## Biografia
Luiz Puntel nasceu em Guaxupé. Ainda criança, mudou-se para São José do Rio Pardo, SP, assim como várias outras cidades.[carece de fontes?] Na adolescência foi para Ribeirão Preto, SP, onde foi alfabetizado e se graduou[carece de fontes?]. Puntel quando jovem decidiu ser um padre, chegando até a entrar no seminário, mas depois desistiu[carece de fontes?]. Seu primeiro emprego foi como office boy, passando, depois, a escriturário, auxiliar de assistente social e bancário, até tornar-se professor de redação e português. Atualmente é diretor da Oficina Literária Puntel, em Ribeirão Preto. É casado com Sonia Palucci Puntel[carece de fontes?].

## Obras
- Açúcar Amargo
- Carrasco de Goleiros
- Deus me Livre!
- Meninos sem Pátria
- Missão no Oriente
- Mocinhos do Brasil
- Não Aguento mais esse Regime
- O Felino Fidélis
- O Grito do Hip-Hop
- Tráfico de anjos
- Um Leão em Família
- Um Soco no Estômago
- Coleção Carumin